# Serie A (1934/1935)
Serie A 1934/1935 – 35. edycja najwyższej w hierarchii klasy mistrzostw Włoch w piłce nożnej, organizowanych przez Direttorio Divisioni Superiori, które odbyły się od 30 września 1934 do 2 czerwca 1935. Mistrzem został Juventus, zdobywając swój siódmy tytuł (piąty z rzędu).

## Organizacja
Liczba uczestników została zmniejszona z 18 do 16 drużyn. Sampierdarenese awansował z Serie B. Rozgrywki składały się z meczów, które odbyły się systemem kołowym u siebie i na wyjeździe, w sumie 34 rundy: 2 punkty przyznano za zwycięstwo i po jednym punkcie w przypadku remisu, z możliwą dogrywką, rozstrzygać sytuacje ex aequo w końcowej klasyfikacji.. Zwycięzca rozgrywek ligowych otrzymywał tytuł mistrza Włoch. Dwie ostatnie drużyny spadało do Serie B.

## Drużyny

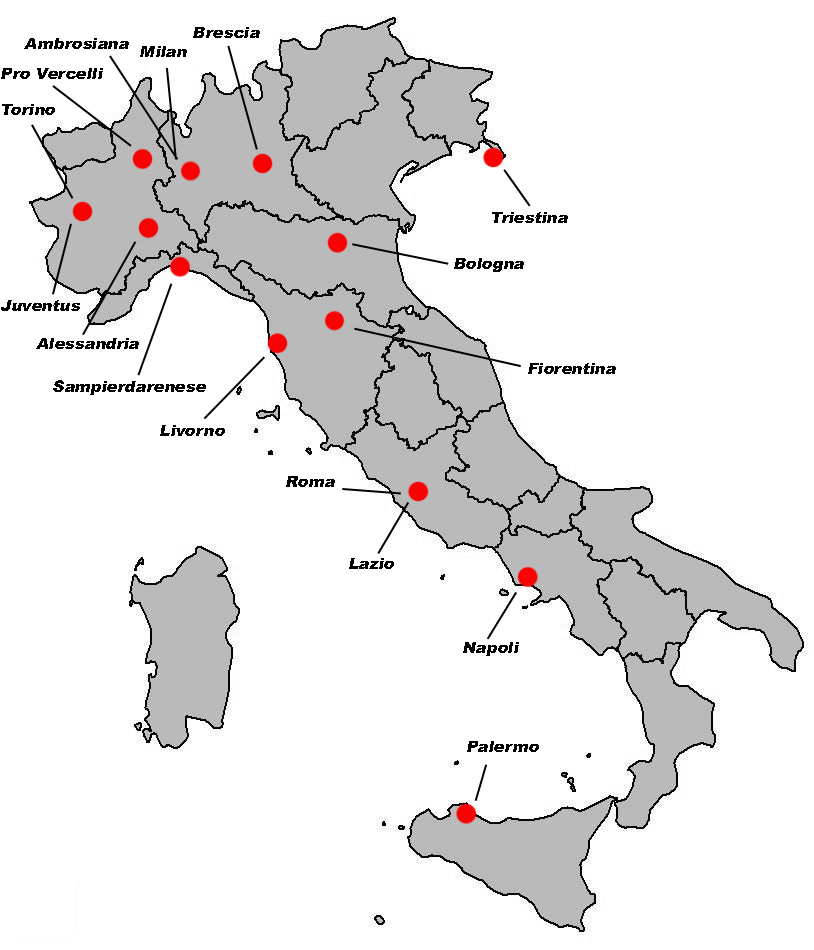
Lokalizacja klubów grających w Serie A

| Uczestnicy poprzedniej edycji                                                                                 | Uczestnicy poprzedniej edycji | Uczestnicy poprzedniej edycji | Uczestnicy poprzedniej edycji |
| --- | ----------------------------- | ----------------------------- | ----------------------------- |
| ALE | Alessandria                   | 12                            |                               |
| AMB | Ambrosiana-Inter              | 2                             |                               |
| BOL | Bologna                       | 4                             |                               |
| BRE | Brescia                       | 12                            |                               |
| FIO | Fiorentina                    | 6                             |                               |
| JUV | Juventus                      | 1                             |                               |
| LAZ | Lazio                         | 10                            |                               |
| LIV | Livorno                       | 7                             |                               |
| MIL | Milan                         | 9                             |                               |
| NAP | Napoli                        | 3                             |                               |
| PAL | Palermo                       | 12                            |                               |
| PVE | Pro Vercelli                  | 7                             |                               |
| ROM | Roma                          | 5                             |                               |
| TOR | Torino                        | 12                            |                               |
| TRI | Triestina                     | 11                            |                               |
| Awans z Serie B 1933/1934                                                                                     |                               |                               |                               |
| SAM | Sampierdarenese               | 1                             |                               |
| Oznaczenia: - kolumna pierwsza – skróty nazw drużyn, - kolumna trzecia – miejsce zajęte w poprzednim sezonie. |                               |                               |                               |

## Rozgrywki

### Tabela
| Lp. | Drużyna          | M  | Z  | R  | P  | B+ | B- | +/– | Pkt | Kwalifikacja lub spadek |
| --- | ---------------- | -- | -- | -- | -- | -- | -- | --- | --- | ----------------------- |
| 1   | Juventus (M)     | 30 | 18 | 8  | 4  | 45 | 22 | +23 | 44  | Puchar Mitropa 1935     |
| 2   | Ambrosiana-Inter | 30 | 15 | 12 | 3  | 58 | 24 | +34 | 42  | Puchar Mitropa 1935     |
| 3   | Fiorentina       | 30 | 15 | 9  | 6  | 39 | 23 | +16 | 39  | Puchar Mitropa 1935     |
| 4   | Roma             | 30 | 14 | 7  | 9  | 63 | 38 | +25 | 35  | Puchar Mitropa 1935     |
| 5   | Lazio            | 30 | 13 | 6  | 11 | 55 | 46 | +9  | 32  |                         |
| 6   | Bologna          | 30 | 11 | 8  | 11 | 46 | 34 | +12 | 30  |                         |
| 7   | Napoli           | 30 | 10 | 9  | 11 | 39 | 38 | +1  | 29  |                         |
| 8   | Alessandria      | 30 | 12 | 5  | 13 | 44 | 48 | −4  | 29  |                         |
| 9   | Palermo          | 30 | 9  | 11 | 10 | 27 | 34 | −7  | 29  |                         |
| 10  | Milan            | 30 | 8  | 11 | 11 | 36 | 38 | −2  | 27  |                         |
| 11  | Triestina        | 30 | 11 | 5  | 14 | 33 | 44 | −11 | 27  |                         |
| 12  | Brescia          | 30 | 10 | 7  | 13 | 29 | 45 | −16 | 27  |                         |
| 13  | Sampierdarenese  | 30 | 9  | 8  | 13 | 29 | 42 | −13 | 26  |                         |
| 14  | Torino           | 30 | 8  | 9  | 13 | 37 | 45 | −8  | 25  |                         |
| 15  | Livorno (S)      | 30 | 8  | 8  | 14 | 28 | 54 | −26 | 24  | Spadek do Serie B       |
| 16  | Pro Vercelli (S) | 30 | 5  | 5  | 20 | 21 | 54 | −33 | 15  | Spadek do Serie B       |

### Wyniki
| Gospodarz \ Gość | ALE | AMB | BOL | BRE | FIO | JUV | LAZ | LIV | MIL | NAP | PAL | PVE | ROM | SAM | TOR | TRI |
| Alessandria      |     | 1:3 | 2:0 | 1:0 | 2:0 | 0:0 | 1:2 | 4:1 | 2:1 | 4:2 | 4:2 | 2:1 | 1:6 | 2:2 | 1:2 | 3:0 |
| Ambrosiana-Inter | 0:0 |     | 1:0 | 5:1 | 1:1 | 0:0 | 1:0 | 5:1 | 2:0 | 2:1 | 3:0 | 1:0 | 0:1 | 6:1 | 4:0 | 7:0 |
| Bologna          | 3:3 | 0:0 |     | 3:0 | 2:1 | 2:0 | 1:2 | 4:0 | 6:3 | 3:0 | 0:0 | 5:0 | 1:1 | 0:1 | 3:1 | 1:3 |
| Brescia          | 1:0 | 1:1 | 1:1 |     | 1:1 | 0:2 | 1:0 | 4:0 | 2:0 | 0:1 | 2:2 | 3:0 | 2:1 | 1:0 | 2:1 | 2:1 |
| Fiorentina       | 4:1 | 1:1 | 1:0 | 1:0 |     | 0:1 | 2:1 | 0:1 | 1:0 | 3:2 | 2:0 | 1:0 | 4:1 | 0:0 | 4:0 | 1:0 |
| Juventus         | 4:1 | 1:0 | 1:0 | 0:0 | 0:0 |     | 6:1 | 2:1 | 1:0 | 2:1 | 2:1 | 3:0 | 2:1 | 4:0 | 1:1 | 0:0 |
| Lazio            | 0:1 | 4:2 | 2:1 | 4:0 | 3:5 | 5:3 |     | 6:1 | 1:4 | 3:1 | 1:0 | 6:0 | 0:0 | 2:1 | 1:1 | 0:0 |
| Livorno          | 1:0 | 1:1 | 4:1 | 3:1 | 1:2 | 1:2 | 0:2 |     | 0:2 | 0:2 | 0:3 | 1:0 | 1:1 | 0:0 | 1:1 | 1:0 |
| Milan            | 2:2 | 2:2 | 0:0 | 0:1 | 1:1 | 3:0 | 1:1 | 1:1 |     | 2:2 | 2:1 | 1:0 | 4:4 | 2:1 | 0:0 | 0:1 |
| Napoli           | 0:1 | 0:1 | 1:1 | 2:0 | 1:1 | 0:0 | 3:0 | 1:1 | 0:1 |     | 6:0 | 1:0 | 3:2 | 1:1 | 2:1 | 2:1 |
| Palermo          | 2:0 | 1:1 | 0:1 | 0:0 | 0:0 | 0:0 | 2:1 | 2:2 | 1:0 | 2:0 |     | 2:0 | 1:0 | 1:0 | 0:0 | 2:0 |
| Pro Vercelli     | 1:0 | 1:1 | 2:1 | 1:1 | 2:0 | 0:1 | 1:0 | 0:1 | 1:2 | 1:1 | 0:0 |     | 1:4 | 2:3 | 0:3 | 4:2 |
| Roma             | 3:0 | 3:4 | 1:1 | 4:0 | 0:0 | 1:2 | 1:1 | 5:1 | 1:0 | 4:0 | 5:1 | 3:2 |     | 2:0 | 2:1 | 1:2 |
| Sampierdarenese  | 2:1 | 0:0 | 2:1 | 3:0 | 0:1 | 0:1 | 2:3 | 0:0 | 0:0 | 1:3 | 1:0 | 0:0 | 1:0 |     | 3:2 | 1:0 |
| Torino           | 2:1 | 1:2 | 0:1 | 4:2 | 1:0 | 1:3 | 2:2 | 1:0 | 1:1 | 0:0 | 0:0 | 2:0 | 2:3 | 5:2 |     | 3:1 |
| Triestina        | 3:1 | 1:1 | 1:3 | 3:0 | 0:1 | 2:1 | 2:1 | 1:2 | 2:1 | 0:0 | 1:1 | 3:1 | 0:2 | 2:1 | 1:0 |     |

Źródło: Almanacco Illustrato del Calcio - La Storia 1898-2004, Panini Edizioni, Modena, September 2005 (wł.)
Objaśnienia:
1Drużyna gospodarzy jest wymieniona po lewej stronie tabeli.
2Wynik zadecydowany przez FIGC.
Kolory: zielony – zwycięstwo gospodarzy, żółty – remis, różowy – zwycięstwo gości.

## Najlepsi strzelcy
| Bramki | Strzelcy        | Drużyna          |
| ------ | --------------- | ---------------- |
| 28 (3) | Enrique Guaita  | Roma             |
| 21     | Silvio Piola    | Lazio            |
| 18     | Giuseppe Meazza | Ambrosiana-Inter |

## Skład mistrzów
| Zwycięzca Serie A 1934/35 |
| ------------------------- |
| Juventus 7 Tytuł          |

| formacja                                                                                     | Piłkarz (liczba meczów) |
| -------------------------------------------------------------------------------------------- | --- |
| Valinasso Rosetta Foni Varglien I Monti Bertolini Cesarini Ferrari Orsi Varglien II Borel II | Cesare Valinasso (30) |
| Valinasso Rosetta Foni Varglien I Monti Bertolini Cesarini Ferrari Orsi Varglien II Borel II | Virginio Rosetta (22) |
| Valinasso Rosetta Foni Varglien I Monti Bertolini Cesarini Ferrari Orsi Varglien II Borel II | Alfredo Foni (27) |
| Valinasso Rosetta Foni Varglien I Monti Bertolini Cesarini Ferrari Orsi Varglien II Borel II | Mario Varglien (I) (28) |
| Valinasso Rosetta Foni Varglien I Monti Bertolini Cesarini Ferrari Orsi Varglien II Borel II | Luis Monti (20) |
| Valinasso Rosetta Foni Varglien I Monti Bertolini Cesarini Ferrari Orsi Varglien II Borel II | Luigi Bertolini (26) |
| Valinasso Rosetta Foni Varglien I Monti Bertolini Cesarini Ferrari Orsi Varglien II Borel II | Renato Cesarini (25) |
| Valinasso Rosetta Foni Varglien I Monti Bertolini Cesarini Ferrari Orsi Varglien II Borel II | Giovanni Ferrari (26) |
| Valinasso Rosetta Foni Varglien I Monti Bertolini Cesarini Ferrari Orsi Varglien II Borel II | Raimundo Orsi (21) |
| Valinasso Rosetta Foni Varglien I Monti Bertolini Cesarini Ferrari Orsi Varglien II Borel II | Giovanni Varglien (II) (16) |
| Valinasso Rosetta Foni Varglien I Monti Bertolini Cesarini Ferrari Orsi Varglien II Borel II | Felice Borel (II) (29) |
| Valinasso Rosetta Foni Varglien I Monti Bertolini Cesarini Ferrari Orsi Varglien II Borel II | Pozostałe piłkarze: Umberto Caligaris (11), Luciano Ramella (2), Teobaldo Depetrini (14), Pietro Serantoni (15), Armando Diena (II) (9), Guglielmo Gabetto (6), Alberto Tiberti (2), Lino Cason (1). |